# ArcaOS
ArcaOS (ранее Blue Lion) — 32-разрядная однопользовательская многопроцессорная операционная система с вытесняющей многозадачностью для архитектуры x86, построенная на базе OS/2 Warp 4.52.
Поскольку исходный код OS/2 закрыт и принадлежит IBM, то в ноябре 2015 года компанией Arca Noae (англ.) было заключено лицензионное соглашение с IBM на выпуск и продажу нового дистрибутива для современного аппаратного обеспечения — ArcaOS 5.0.
Система распространяется в двух редакциях — Personal за 129 $ (включающая подписку на обновления и техподдержку в течение полугода) и Commercial Edition за 239 $ (предусматривающая более широкий набор обновлений и приоритетное техническое сопровождение на протяжении года).
Под управлением операционной сиситемы ArcaOS могут работать приложения OS/2 (32- и 16-разрядные); 16-разрядные приложения Windows; приложения DOS; портированные приложения Linux; некоторые 32-разрядные приложения Windows; приложения Java; приложения Qt 3, 4, 5 и 6; приложения REXX.

## Системные требования(англ.)
- Процессор Intel Pentium Pro или выше; AMD K6 или выше. Поддерживаются 64-разрядные процессоры (однако ArcaOS будет работать в 32-разрядном режиме). Компьютеры с процессорами ARM и Vortex86 не поддерживаются. ArcaOS содержит мощное ядро SMP (Symmetric MultiProcessor) с поддержкой до 64 физических процессоров или физических ядер процессора. В ArcaOS использование технологии многопоточности не рекомендуется. Любые настройки HyperThreading или Simultaneous Multithreading (SMT) должны быть отключены.
- В системе должно быть не менее 256 МБ оперативной памяти из максимально адресуемых 4 ГБ. Рекомендуется 1024 МБ или больше. Всё, что расположено по физическим адресам выше 4 ГБ, может быть недоступно для использования ArcaOS. Это означает, что если Ваша система имеет более 4 ГБ ОЗУ (16, 32 или 64 ГБ), ArcaOS будет использовать только ту часть, которая расположена по физическим адресам ниже 4 ГБ. Любой объём ОЗУ, расположенный по физическим адресам выше 4 ГБ, может использоваться как RAM-диск. Для этого настройте ArcaOS на использование всей памяти свыше 4 ГБ в качестве RAM-диска и при загрузке скопируйте туда наиболее часто используемые приложения. Это позволит практически мгновенно запускать Ваши OS/2, Windows, DOS, REXX, Java, Qt и портированные приложения Linux.
- Жёсткий диск, SSD или NVM-накопитель с традиционным размером сектора 512 байт. Рекомендуется 2 ГБ свободного дискового пространства. Хранилище с разметкой MBR должно использовать выравнивание по цилиндрам для разделов ArcaOS. Хранилище с GPT-разметкой не имеет ограничений, так как ArcaOS эмулирует MBR-диск внутри GPT-раздела и эмуляция соблюдает все требования.
ArcaOS поддерживает различные файловые системы: HPFS, JFS, UDF, FAT16, CDFS, сторонняя поддержка доступна для некоторых дополнительных файловых систем, включая Microsoft FAT32. ArcaOS должна быть установлена на том, отформатированный как HPFS или JFS. JFS обычно рекомендуется для дополнительных томов и/или томов больших размеров.
- Видеокарта VGA с поддержкой VBE 2.0
- Для работы аудиоподсистемы требуется чипсет, поддерживаемый драйвером Uniaud (англ.).
- Для работы сети требуются чипсеты LAN или WLAN, поддерживаемые драйвером MultiMac (англ.), GenMAC или другими драйверами.
- Для работы подсистемы USB (англ.) требуются USB-контроллеры, соответствующие стандартам USB 1.1, USB 2.0 и/или USB 3.0

## Совместимость
ArcaOS имеет в своём составе несколько «подсистем совместимости», которые позволяют выполнять портированные или нативные приложения. В настоящее время к этим подсистемам относятся:
- Win32 API Extensions (Odin32)
Система может запускать некоторые приложения Win32 через ODIN (проект, основанный на WINE).[5]  Odin32 – это API совместимости, используемый 32-разрядными приложениями, портированными из Windows. Некоторые нативные приложения Windows работают с этой подсистемой без изменений. Другие были портированы на OS/2 из Windows и используют различные библиотеки Odin32 для создания полностью рабочей среды выполнения.
- OpenJDK 6
OpenJDK – это среда выполнения Java 6. Приложения Java работают в ArcaOS под управлением OpenJDK 6.
- Qt4 Runtime
Qt 4 – это библиотека графического интерфейса пользователя, используемая некоторыми популярными приложениями. Эти приложения должны быть скомпилированы для использования под OS/2. Многие из них упакованы в виде пакетов RPM и доступны для установки с помощью менеджера пакетов Arca Noae (ANPM).
- Common Unix Printing System
CUPS – это фреймворк, используемый для поддержки многих современных принтеров. Собственная подсистема печати OS/2 передаёт задания в очередь CUPS для обслуживания. Это позволяет даже старым приложениям, не поддерживающим CUPS, использовать этот фреймворк для доступа к новым моделям принтеров. Сам CUPS обычно управляется через интерфейс веб-браузера.
- DOS
ArcaOS обеспечивает полную поддержку виртуальной DOS-машины (VDM) OS/2. Обратите внимание, что минимальная поддержка VDM, без файлов поддержки или инструментов конфигурации, всегда устанавливается с ArcaOS для выполнения требований зависимостей некоторых компонентов OS/2. OS/2 VDM – это полностью совместимая с IBM PC-DOS 6 рабочая машина с возможностью загрузки драйверов устройств DOS в область верхней памяти DOS, что обеспечивает беспрецедентный объём памяти для DOS-приложения, запущенного в VDM. Кроме того, ArcaOS имеет возможность одновременного запуска нескольких VDM, каждая из которых находится в отдельной области памяти. Поддерживается память EMS и XMS для приложений, способных использовать одну или обе эти технологии.
- Win-OS/2
Это виртуализированная подсистема Windows 3.x в OS/2, способная запускать и диспетчер программ Windows и отдельные 16-разрядные приложения Windows. Среда ArcaOS Win-OS/2 обеспечивает как оконные (на рабочем столе ArcaOS), так и полноэкранные сеансы.
- Unix Compatibility (kLIBC)
Подсистема совместимости с Unix в ArcaOS обеспечивается через среду LIBC под названием kLIBC. Приложения Linux и Unix, скомпилированные для работы на OS/2 в этой среде, собираются из того же исходного кода, что и их аналоги для Linux и Unix, обычно практически без изменений. Эта среда предоставляет и другие Unix-подобные функции, включая портированные командные оболочки Unix (sh, ash, bash, dash, ksh и т.д.) и поддержку символических ссылок (symlink).

## Разработка приложений(англ.)и программирование в ArcaOS
Разработчику различных видов, типов и классов программного обеспечения доступны следующие средства и инструменты:
- OpenWatcom for C/C++ и/или OpenWatcom for FORTRAN77 версии 1.9 (англ.) или 2.0 (англ.)
- Язык написания сценариев (скриптов) REXX и Object REXX
- Кроссплатформенная среда разработки приложений Qt (текущая доступная версия 5.15.2)
- Для портирования приложений рекомендуется использовать GCC (англ.) (GNU Compiler Collection) (текущая доступная версия 9.2.0)
- Для разработки и создания драйверов различных устройств рекомендуется использовать инструментарий (англ.) размещённый на сайте 88watts.net

## Справочная информация и различные сведения
На сайте ArcaOS создан довольно большой и информативный раздел по поддержке операционной системы. Вопросы технической поддержки рассматриваются в подразделе Wiki (англ.). Ответы на часто задаваемые вопросы по предпродажной подготовке, обслуживанию клиентов, программному обеспечению и общие вопросы можно найти в подразделе FAQ (англ.). Правила создания и сопровождения заявок в систему отслеживания ошибок (тикет систему) изложены в подразделе Ticketing (англ.).
Самая разнообразная и обширная информация касающаяся систем OS/2, eComStation и ArcaOS размещена на сайте OS2World.com Wiki (англ.).

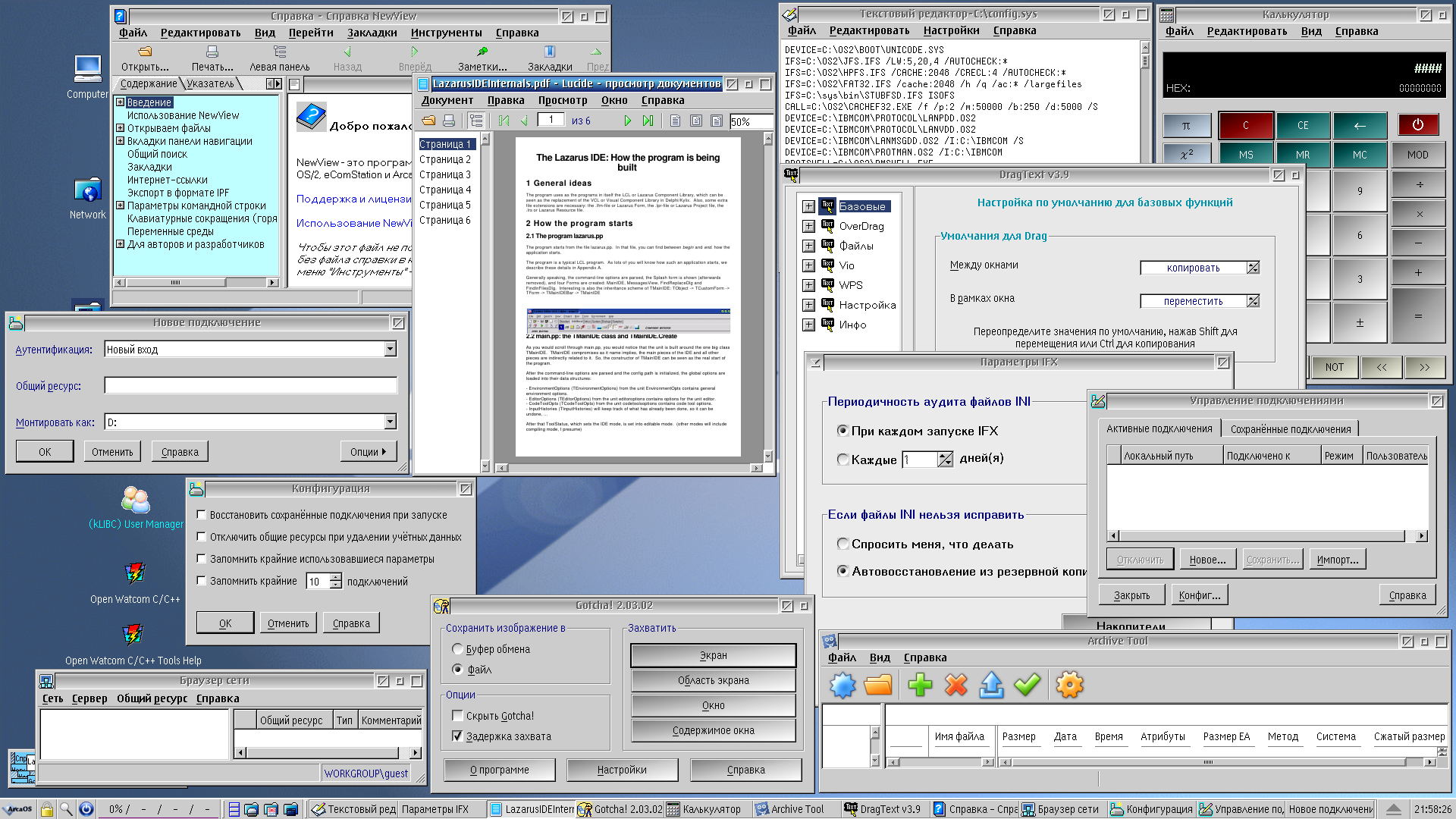
Некоторые приложения ArcaOS 5.1 локализованные на русский язык.

В плане развития системы ожидается, что ArcaOS 5.1 будет поддерживать несколько разных языков помимо английского. По крайней мере, в разработке немецкий, испанский, итальянский, русский и, вероятно, голландский и французский языки, а также, возможно, традиционный и упрощенный китайский, корейский и японский. Планируемая к выходу ArcaOS 5.1.1 обещает стать первой версией ArcaOS, доступной на других языках, кроме английского, и включает в себя множество исправлений и улучшений.
Некоторые пользователи операционной системы отмечают высокое качество подсистемы вывода звука через USB. Особенно широко эта тема освещалась на одном из форумов сайта DA Stereo. В подсистеме USB операционной системы ArcaOS аудиодрайверы устанавливаются отдельно, с помощью собственного установщика в виде пакета USBAUDIO, который содержит аудиодрайвер USB-аудиоустройств класса 1 и установщик мультимедиа. Поддержка USB-аудиоустройств класса 2 закончилась на драйверах версии 10.251, которые ещё можно загрузить с сайта Hobbes Archive. Драйвера версии 10.xxx являются бесплатным ПО и распространяются КАК ЕСТЬ. Исходный код является совместным закрытым проектом Netlabs. В настоящее время компонент USBAUD2 не входит в состав официальных драйверов более поздних версий 11.xx и 12.xx от компании Arca Noae.
ArcaOS обычно отлично работает в виртуализированной среде, а благодаря тому, что ArcaOS использует очень мало памяти, она хорошо работает в конфигурациях с высокой плотностью размещения, где один гипервизор должен запускать несколько гостевых систем. Однако есть несколько важных моментов, которые следует учитывать перед установкой ArcaOS на виртуальной машине:
- Запуск ArcaOS на виртуальной машине, настроенной для эмуляции EFI («режим UEFI»), не рекомендуется и может привести к проблемам с функционированием и производительностью. Наилучшие результаты достигаются, если виртуальная машина эмулирует традиционную среду, которая необходима ArcaOS изначально, вместо того, чтобы ArcaOS эмулировала эту традиционную среду внутри эмулируемой среды UEFI.
- Любые проблемы с запуском ArcaOS внутри виртуальной машины возникают по вине виртуальной машины, а не по вине ArcaOS или Arca Noae. Другими словами, если что-то не работает в виртуализированной среде, не Arca Noae должна предоставлять «более совместимый драйвер», а разработчик гипервизора должен решать проблему в эмуляции оборудования.
- Если Вы решите запустить ArcaOS на виртуальной машине, ожидайте, что некоторые вещи могут работать не так, как ожидалось. Например, интеграция мыши и клавиатуры с хостом может быть некачественной или вообще отсутствовать; общий доступ к буферу обмена может работать только в одном направлении; передача файлов напрямую с гостя на хост и наоборот может потребовать дополнительного ПО или вообще быть невозможной и т.д.

Оптимальным вариантом для виртуализации ArcaOS может стать гипервизор Oracle VM VirtualBox или QEMU.
Основным мероприятием освещающим текущее положение дел и перспективы дальнейшего развития операционной системы ArcaOS является ежегодная конференция проводимая под эгидой Warpstock Corporation. Warpstock Corporation (англ.) – некоммерческая организация занимающаяся развитием образовательных, информационных и социальных возможностей для тех, кто интересуется компьютерными операционными системами и сопутствующим программным обеспечением, путём проведения как минимум ежегодной технологической конференции. Материалы конференций размещаются на тематическом YouTube-канале WarpEvents (англ.).

## Релизы, версии,история изменений(англ.)
| Версия                                            | Дата выхода     | Описание, основные изменения и комментарии |
| ------------------------------------------------- | --------------- | --- |
| 5.1.2                                             | планируется     | ... |
| 5.1.1                                             | 16 февраля 2025 | Выпуск локализованных версий ArcaOS, известных как версии на национальных языках (NLV), на русском, испанском и немецком; большое обновление различных компонентов системы и программного обеспечения. |
| 5.1.0                                             | 23 августа 2023 | Впервые для дистрибутивов основанных на OS/2, ArcaOS 5.1 поддерживает установку на последние поколения систем на базе UEFI и включает возможность установки на диски с GPT-разметкой. Это позволяет устанавливать ArcaOS 5.1 на широкий спектр современного оборудования.                                                                               |
| 5.0.8                                             | 31 мая 2023     | Добавлена поддержка NVMe-накопителей в программе установки и предзагрузочной среде. |
| 5.0.7                                             | 7 декабря 2021  | Добавлен драйвер NVMe. |
| 5.0.6                                             | 31 августа 2020 | Исправления и обновления программы установки. |
| 5.0.5                                             | 6 июня 2020     | ArcaOS версии 5.0.5 включает в себя более 100 обновлений, улучшений и исправлений. Добавлена поддержка USB 3.0/xHCI. При установке с USB-накопителя образ может быть создан с использованием любой основной операционной системы (Windows, Linux, MacOS и, конечно же, OS/2, eComStation и ArcaOS).                                                     |
| 5.0.4                                             | 25 июля 2019    | Добавлена функция обновления, позволяющая обновлять ArcaOS без переустановки. |
| 5.0.3                                             | 30 июля 2018    | Обновление программного обеспечения и драйверов. |
| 5.0.2                                             | 10 февраля 2018 | ArcaOS версии 5.0.2 включает в себя более 60 обновлений и исправлений. В этом релизе впервые реализована возможность загружать операционную систему на основе OS/2 с USB-накопителя и выполнять инсталляцию. Это новое средство – AltBoot – должно позволить инсталлировать ArcaOS на многих системах, где традиционная загрузка с DVD была невозможна. |
| 5.0.1                                             | 8 июля 2017     | Исправления в программе установки и обновления драйверов. |
| 5.0                                               | 15 мая 2017     | Первоначальный выпуск |
| Старая версия Последняя версия Планируемая версия |                 | |

## Отличия от OS/2
В ArcaOS версии 5.0 внесены следующие изменения в сравнении с исходной версией OS/2:
- новый XWorkplace (англ.);
- новые приложения (DVD-Tools, архиватор, значки, ArcaBar, приложение для просмотра документов и другие);
- новая файловая система подключения к сети;
- новое ядро операционной системы, исправленное и улучшенное для более эффективной работы современных программ, включая Mozilla Firefox, Thunderbird, SeaMonkey и Apache OpenOffice;
- новый загрузчик ядра, лишённый недостатков оригинального загрузчика OS/2 и имеющий новые функции (например, он может использовать для RAM диска больше 4 ГБ системной памяти);
- новый инсталлятор, написанный с нуля;
- новые варианты установки — на реальное «железо» или на виртуальную машину;
- интеграция драйверов от Arca Noae;
- обновлённый видеодрайвер SNAP.